# Белое (озеро, Лобковская волость Невельского района)
Белое — озеро в Невельском районе Псковской области. Расположено примерно в 27 километрах к юго-западу от районного центра города Невеля и в 7 километрах от границы с Белоруссией.
Относится к бассейну Шестихи, притока Еменки (притока Ловати).

## Населённые пункты
Не берегу озера расположена деревня Черняи.

## Морфологические и биологические характеристики
Площадь озера составляет 0,117 км² (11,7 га), максимальная глубина 16 метров, средняя 7,3 метра. Глухое (непроточное). Тип плотвично-окунёвый. Основные виды рыб: щука, окунь, плотва, линь, краснопёрка, карась. Тип дна илистый. Степень зарастания 3 %.